# Алкоа (река)
Алко́а (порт. Rio Alcoa) — река в Португалии, течёт по территории округа Лейрия. Сливается с Басой, образуя Алкобасу, которая затем впадает в Атлантический океан возле Назаре.
Длина реки по неточным данным — 12 км. Берёт начало возле небольшого городка Чикеда, протекает в муниципалитете Алкобаса.
С рекой связана система водоснабжения монастыря Алкобаса.

## История и этимология
Согласно легенде, название города Алкобаса происходит от слияния двух рек — Алкоа и Баса. Другая легенда утверждает, что имя города имеет арабское происхождение (от Аль-Кобакса), и что именно после того, как монастырь захватили арабы, две реки получили имена. Ранее реки Секо и Эсперанса, а также ручей Мого впадали в реку Алкоа. Предполагается, что в Алкобаса река была отведена во время строительства монастыря в 1178 году. В средние века монахи построили плотину и трубопровод вдоль реки, в основном подземный, протяжённостью 3,2 км, который снабжал монахов свежей речной водой.
Иногда встречается — например, в старых военных письмах — название реки Алкобаса после её слияния с Баса или «река Фервенса». Последнее название соответствует названию города, расположенного у моря, который в средневековье доходил до озера Лагоа-да-Педернейра — места, где также протекала река. Название указывается в документах XIII века, в них также упоминается доставка товаров на лодках к портам Фервенса и Педернейрас, которые монахи использовали для экспорта соли. Тем не менее, согласно официальным названиям, вывескам и публичным документам, название реки — Алкоа.

## Экология
|  |

В 2015 году муниципалитет Алкобаса принял стратегический план, в котором несколько проектов были посвящены восстановлению реки и проведению работ на площади в 900 гектаров. Предполагалось очистить территорию возле реки протяжённостью более 17 км, улучшить качество питьевой воды, устранить источники загрязнения, а также провести реконструкцию исторической монастырской гидравлической системы, включая водоснабжение.
За состоянием реки наблюдает Сельскохозяйственная ассоциация Valado dos Frades (порт. Associação Agrícola do Valado dos Frades, 5Rios), которая регулярно очищает берега. Португальское агентство по окружающей среде уведомило землевладельцев и фермеров, чьи участки граничат с рекой, о необходимости очистить район, а также совместно восстановить защиту берегов, чтобы не допустить наводнений в зимний период.
Работы по сохранению, очистке берегов реки Алкоа и земель, прилегающих к ней, с удалением деревьев и кустарников, направленные на предотвращение наводнений, защиту людей и имущества, также проводит городской совет Алкобаса.
В июне 2020 года муниципалитеты Назаре и Алкобаса представили совместный проект Smooth Mobility, предусматривающий восстановление окружающей среды на Алкоа и создание вдоль реки экологической тропы, а в дальнейшем — дороги для электрического транспорта, которая должна пройти параллельно реке. Два муниципалитета будут соединены экологически чистым маршрутом на правом берегу реки протяжённостью 12 км, который будет оборудован велосипедной и пешеходной дорожкой.
Искусство
Река была изображена на открытке, вероятно, XIX века, продаётся за небольшую плату как коллекционная.
Достопримечательности
В городе Чикеда рядом с рекой Алкоа находится красивая старинная часовня Сан-Брасу, построенная в честь Пресвятой Богородицы — Носа-Сеньора-ду Карму (порт. Nossa Senhora do Carmo). В литургический праздник Носа-Сеньора-ду-Карму проводится месса и фестиваль с ресторанным обслуживанием и популярными балами.